# Le Fresne (Eure)
Le Fresne település Franciaországban, Eure megyében. Lakosainak száma 326 fő (2018. január 1.). Le Fresne Champ-Dolent, Conches-en-Ouche, La Croisille, Glisolles, Le Mesnil-Hardray és Orvaux községekkel határos.

## Népesség
A település népességének változása:
| Lakosok száma | 138  | 123  | 199  | 287  | 321  | 305  | 316  | 323  | 328  | 326  |
|               | 1968 | 1975 | 1982 | 1990 | 1999 | 2011 | 2013 | 2015 | 2017 | 2018 |